# شورای کتاب کودک
شورای کتاب کودک سازمانی مستقل، غیردولتی و غیرانتفاعی است که در سال ۱۳۴۱ با هدف «کمک به روند شکل‌گیری ادبیات کودکان اصیل و غنی» بنیان گذاشته‌شد. این سازمان در سال ۱۳۵۸ کار تدوین فرهنگنامه کودکان و نوجوانان را آغاز کرد.
شورای کتاب کودک از سال ۱۳۴۳ خورشیدی به عضویت نهاد جهانی IBBY درآمد و اکنون شاخه ایرانی این سازمان به‌شمار می‌رود.

آرم شورای کتاب کودک کار اصغر محمدی - ۱۳۴۱

## پیش‌زمینه‌های شکل‌گیری
ایدهٔ پایه‌گذاری شورای کتاب کودک از آن توران میرهادی و لیلی ایمن است که در سال ۱۳۳۹ پس از همفکری باهم آن را با سه تن دیگر عبدالرحیم احمدی از مترجمان و فرهنگیان و پایه‌گذار دانشگاه آزاد ایران، مرتضی ممیز گرافیست برجسته، و ماه آفرید آدمیت آموزشگر در میان نهادند. این ایده پس از دو سال گردش و رایزنی سرانجام در دی ماه ۱۳۴۱ با همفکری و همیاری گروهی از فرهنگیان، کتابداران، نویسندگان و تصویرگران و مترجمان کتاب کودک شکل گرفت. در حقیقت این ایده برآیند نهادسازی ادبیات کودکان است که از یک دهه پیش تر یعنی در دهه ۱۳۳۰ در یک جریان چندسویه پدیدار شد.

در دهه‌های ۱۳۲۰ و ۱۳۳۰ جریان‌های انفرادی در ادبیات کودکان مانند کوشش‌های جبار باغچه بان، عباس یمینی شریف در زمینهٔ شعر و نثر، ابراهیم بنی احمد با انتشار نشریهٔ بازی کودکان، انتشار مجلهٔ کیهان بچه‌ها، اطلاعات کودکان، و جریان آکادمیکی که هدایت آن را محمدباقر هوشیار استاد دانشکده ادبیات و علوم تربیتی برعهده داشت، و به ادبیات کودکان به عنوان ضرورتی برای رشد فکری و عاطفی کودکان تأکید می‌کرد و بازتاب این جریان در نشریه‌ای به نام سپیده فردا که همواره بخش‌هایی در ترویج ادبیات کودکان داشت و نویسندگان آن کسانی مانند آذر رهنما، توران میرهادی، لیلی ایمن بودند، و افزون بر ارائهٔ مقاله‌های نظری، در سطح تهران و محیط‌های فرهنگی مانند دانشگاه تهران و مدرسه‌هایی مانند فرهاد و مهران نمایشگاه کتاب کودک برگزار می‌کردند و جریان سوم که در آموزش و پرورش ایران شکل گرفته بود و کسانی مانند معصومه سهراب، یحیی مافی، محسن دانا بهشتی، توران میرهادی، ابراهیم بنی احمد و دیگران آن را پیش می‌بردند و افزون بر این سه جریان، جریان چهارم که نهادسازی انتشارات مدرن کتاب در ایران بود و مؤسسه انتشارات فرانکلین که ایده آن را امریکایی‌ها در سطح جهان مطرح کرده بودند و الگوهایی از چاپ و انتشار کتاب‌های مناسب برای همهٔ گروه‌های سنی از جمله گروه سنی کودک و نوجوان ارائه می‌دادند، سبب شد که گروهی از پیشگامان این جریان‌ها نخستین نهاد ادبیات کودکان را پایه‌گذاری کنند. پایه‌گذاری شورای کتاب کودک سبب شد که چند سال بعد کانون پرورش فکری کودکان و نوجوانان نیز برای ترویج کتاب خوانی و انتشار کتاب‌های مناسب کودکان و نوجوانان شکل بگیرد.

## هیئت مؤسس
هیئت مؤسس شورای کتاب کودک ۳۷ نفر از کوشندگان فرهنگ و ادبیات کودکان بودند. مهدی آذریزدی نویسنده، مهری آهی استاد دانشگاه، توران اشتیاقی مدیر دبستان آینده و از آموزشگران برجسته، منوچهر انور سینماگر، نویسنده و کارگزار فرهنگی، لیلی ایمن نویسنده، معصومه سهراب و یحیی مافی مدیران مدرسه مهران، توران میرهادی مدیر دبستان فرهاد، نورالدین زرین کلک، تصویرگر و انیماتور، پرویز کلانتری نقاش و تصویرگر، مرتضی ممیز گرافیست و تصویرگر، عباس سیاحی آموزشگر و مؤلف کتاب‌های درسی ابتدایی، بیژن مفید کارگردان و نمایشنامه‌نویس، فریده فرجام نویسنده و ویراستار برخی از نام این مؤسسان است.

## اساسنامه
در مهم‌ترین بندهای اساسنامه شورای کتاب کودک، ایجاد امکانات لازم برای برانگیختن رغبت کودکان و نوجوانان به مطالعه بیشتر و بهتر، کمک به فراهم آمدن کتاب‌های سودمند برای کودکان و نوجوانان به زبان فارسی، تقویت و توسعه ادبیات ملی خاص کودکان و نوجوانان، کوشش برای ایجاد همکاری و هماهنگی بین تمام افراد و سازمان‌هایی که به وسیله کتاب کودکان و نوجوانان را تحت تأثیر قرار می‌دهند، ایجاد نمایشگاه‌های کتاب‌های کودکان و نوجوانان، تعیین برگزاری روز کتاب کودک، تهیه فهرست‌هایی از بهترین کتاب کودک به زبان‌های خارجی، تشویق و ترغیب افراد یا سازمان‌های فرهنگی به ایجاد محل و وسایل لازم برای مطالعه کودکان و نوجوانان مانند کتابخانه، انتشار فهرست کتاب‌های مناسب برای کودکان و نوجوانان، آمده‌است.

## سازمان
شورای کتاب کودک سازمانی غیردولتی (NGO) است که به شیوهٔ شورایی و بر پایهٔ انتخابات دوسالانه اداره می‌شود. نهاد عالی اداره‌کنندهٔ شورای کتاب کودک، هیئت مدیره است. هیئت مدیره انتخابی که هفت عضو اصلی و دو تا سه عضو جانشین دارد، پس از اولین نشست پس از انتخابات یکی از اعضا را به عنوان دبیر معرفی می‌کند. در طول دورهٔ ۴۹ سالهٔ عمر شورای کتاب کودک مسئولیت دبیری در دورهٔ پیش از انقلاب با لیلی ایمن و دورهٔ پس از انقلاب با نوش آفرین انصاری بوده‌است. دبیر شورای کتاب کودک مسئولیت ادارهٔ کتابخانه تحقیقاتی و کادر اداری و مکاتبات با سازمان‌های داخلی و بین‌المللی را برعهده دارد. در ساختار سازمانی شورای کتاب کودک، بخش‌های شورای اجرایی گروه‌های بررسی و بخش اداره‌کنندهٔ کارگاه‌های سالیانه از اهمیت بیشتری برخوردارند.

شورای کتاب کودک وابستگی مالی به هیچ نهاد دولتی یا بین‌المللی ندارد و منابع مالی برای ادارهٔ شورا از حق عضویت اعضا و کمک‌های مردمی به دست می‌آید.

## شعبه ملی دفتر بین‌المللی کتاب برای نسل جوان
شورای کتاب کودک یکی از نخستین اعضای دفتر بین‌المللی کتاب برای نسل جوان یا International Board on Books for Young People است که با نام اختصاری IBBY شناخته می‌شود. شورا در سال ۱۳۴۳ به عضویت این نهاد درآمد. دفتر بین‌المللی کتاب برای نسل جوان که مرکز آن در ژنو سوئیس است، نهادی فراگیر برای ترویج ادبیات کودکان و کتاب‌های مناسب برای کودکان و نوجوانان در سطح جهان است که به پیشنهاد یلا لپمن پایه‌گذار کتابخانه بین‌المللی مونیخ برای نسل جوان در سال ۱۹۵۳ شکل گرفت. یکی از وظایف عمدهٔ این نهاد که در بیش از ۷۵ کشور جهان شعبه دارد، گزینش برترین نویسنده و تصویرگر جهان در هر دو سال در چارچوب جریانی به نام جایزه هانس کریستین آندرسن است. اعتبار این جایزه مالی نیست و مدال آن برترین اعتبار را در میان جوایز در حوزهٔ ادبیات کودکان در سطح جهان دارد. کاندیداهای این جایزه از سوی دفترهای ملی این نهاد به ژوری این مسابقه معرفی می‌شوند. از ایران تاکنون فرشید مثقالی در سال ۱۹۷۶ برنده این مدال شده‌است. پس از آن هوشنگ مرادی کرمانی، محمدرضا یوسفی، محمدهادی محمدی، احمدرضا احمدی در عرصهٔ داستان و نسرین خسروی و محمدعلی بنی اسدی در عرصهٔ تصویر کاندیدای دریافت این جایزه بوده‌اند.

## کتابخانه تحقیقاتی
کتابخانه تحقیقاتی شورای کتاب کودک که در محل شورا دایر است در کنار کتابخانه مرجع کانون پرورش فکری کودکان و نوجوانان از مراکز و منابع اصلی تحقیق در حوزهٔ ادبیات کودکان است. این کتابخانه هم جنبهٔ تاریخی دارد، یعنی کتاب‌های کودک و نوجوانی را که در دوره‌های تاریخی گوناگون در عصر پهلوی و پس از انقلاب منتشر شده‌اند، داراست و هم کتاب‌های منتشره شده را در هر سال گردآوری می‌کند. ویژگی بارز کتابخانهٔ تحقیقاتی شورای کتاب کودک در دو گونه طبقه‌بندی است. طبقه‌بندی علمی و کتابخانه‌ای و طبقه‌بندی ارزشی. در طبقه‌بندی ارزشی کتاب‌های کودکان و نوجوانان بر پایهٔ مناسب بودن برای مخاطبان کودک و نوجوان که از سوی گروه‌های بررسی شورا ارزش‌گذاری شده‌است، در پروندهٔ آن کتاب بازتاب یافته و در آرشیو موجود است. کتابخانهٔ تحقیقاتی شورا همچنان بخشی ویژه‌ای مربوط به آثار ادبیات کودکان و نوجوانان از زبان‌ها و کشورهای دیگر دارد. در کنار این‌ها بخش نظری این کتابخانه همهٔ آثار نظری مربوط به حوزهٔ ادبیات کودکان و نوجوانان را در دسترس مخاطبان قرار می‌دهد. همچنین کتابخانهٔ تحقیقاتی، نشریه‌های مربوط به کودکان و نوجوانان را در کنار پایان‌نامه‌های دانشجویی در این حوزه آرشیو می‌کند.

## اعضا و فعالیت‌ها
فعالیت در شورا برای اعضا داوطلبانه است. فرایند عضویت در شورای کتاب کودک دو مرحله‌ای است. گام نخست درخواست عضویت است که اعضا به عنوان عضو وابسته پذیرفته می‌شوند و در این مرحله باید کارگاه‌های یک سالهٔ شناخت ادبیات کودکان را بگذرانند و پس از آن می‌توانند در گروه‌های بررسی شورا به فعالیت بپردازند. اعضا پس از دو سال کار داوطلبانه و فعالیت چشمگیر می‌توانند درخواست عضویت رسمی را به هیئت مدیره بدهند. از جمله این اعضا می‌توان به شبکه یاری کودکان کار و خیابان اشاره کرد.
کارگاه شناخت ادبیات کودکان که به صورت سالیانه در هر مهرماه آغاز و مدت ۹ ماه به درازا می‌کشد، از دو مرحله کارگاه مقدماتی و کارگاه تکمیلی یا پیشرفته تشکیل شده‌است. در این کارگاه‌ها استادان و کارشناسان ادبیات کودکان و حوزه‌های وابسته مانند کتابداری و روان‌شناسی، مبانی ادبیات کودکان و حوزه‌های وابسته را به اعضا آموزش می‌دهند. پس از پایان هر دوره، اعضا به دریافت گواهینامه نائل می‌شوند و می‌توانند در گروه‌های بررسی شورا به فعالیت بپردازند.
همان گونه که در اساسنامهٔ شورا آمده‌است، اصلی‌ترین وظیفهٔ این نهاد، ارزش‌گذاری کتاب‌های منتشره در این حوزه و جهت‌دهی انتشار کتاب‌های گروه سنی کودک و نوجوان به سوی آثار با کیفیت است. شورا برای رسیدن به این هدف بخشی به نام گروه‌های بررسی دارد که کتاب‌های ویژهٔ کودکان و نوجوانان را به صورت اختصاصی و گروه‌بندی شده بررسی و نتیجه را در فهرست‌های سالیانه به آگاهی همگان می‌رسانند. گروه‌های بررسی کتاب‌ها و آثار شعر، ادبیات داستانی تألیفی، غیر داستان، مرجع و داستانِ ترجمه از گروه‌های شاخص بررسی شورای کتاب کودک هستند.

## نمایشگاه‌ها و سمینارها
یکی از کارهایی که شورای کتاب کودک همواره برآن تأکید داشته، برگزاری نمایشگاه‌هایی برای معرفی آثار ادبیات کودکان و نوجوانان بوده‌است. نخستین نمایشگاه کتاب شورای کتاب کودک در سال ۱۳۴۱ برگزار شد. هدف از برگزاری این نمایشگاه آشنایی دست‌اندرکاران ادبیات کودکان و کتابداران و فرهنگیان با روند رو به رشد ادبیات کودکان و نیازهای کودکان به خواندنی‌های ویژه خود بوده‌است.
در کنار کار نمایشگاهی شورای کتاب کودک همواره به برگزاری سمینارهای ادبیات کودکات توجه ویژه داشته‌است. هدف از برگزاری این سمینارها، گردهم آوردن دست‌اندرکاران ادبیات کودکان برای شناسایی نیازهای این حوزه و شناخت بیشتر از محتوا و شکل ارائه ادبیات کودکان بوده‌است. در این سمینارها درباره زبان، گونه‌های ادبیات داستانی و غیرداستانی، کتابخانه‌های ویژه کودکان، ناشران کتاب کودک و ویژگی‌های تصویر در کتاب‌های کودکان سخن گفته یا گفت‌وگو انجام شده‌است. نخستین سمینار ملی ادبیات کودکان در سال ۱۳۴۲، دومین سمینار در سال ۱۳۴۶ و سومین سمینار ملی ادبیات کودکان در سال ۱۳۵۲ تشکیل شد.
در کنار سمینارهایی که خود شورای کتاب کودک برگزارکننده آن بوده‌است، شورا همیشه در سمینارهای ملی و منطقه‌ای و بین‌المللی که در حوزه ادبیات کودکان شرکت فعال داشته‌است. برای نمونه شورا در پنجمین سمینار منطقه‌ای یونسکو در فروردین و اردیبهشت ۱۳۴۳ مربوط به ادبیات کودکان در کشورهای جنوب آسیا و در سمینار مشابه بعدی در سال ۱۳۴۶ شرکت کرده‌است.

## اصول اهدای جوایز و تقدیرنامه‌ها
شورای کتاب کودک برای پاسداشت کتاب‌های با ارزش در حوزهٔ ادبیات کودکان شامل داستان و غیر داستان، کتاب‌های مرجع و شعر هر ساله در روند بررسی و ارزیابی کتاب‌ها و آثار منتشر شدهٔ آن سال، به پیشنهاد گروه‌های بررسی یک یا چند اثر در یک حوزهٔ خاص را کاندید جایزهٔ ویژه یا تقدیرنامه می‌کند. کتاب‌های پیشنهادی در شورای اجرایی گروه‌های بررسی تصویب و به هیئت مدیره اعلام می‌شود. پس از تصویب هیئت مدیره جایزه و تقدیرنامه‌های مربوط به این آثار در مراسم سالگرد شورای کتاب کودک که هر ساله در یکی از ماه‌های زمستان برگزار می‌شود، به پدیدآورندگان آن‌ها اهدا می‌شود.
همچنین برخی از این آثار که از کیفیت ویژه‌ای برخوردار هستند، به دفتر بین‌المللی کتاب برای نسل جوان فرستاده می‌شوند تا با لوح ویژهٔ این سازمان از آن‌ها تقدیر شود.
شورای کتاب کودک به عنوان شعبهٔ ملی دفتر بین‌المللی کتاب برای نسل جوان همچنان کار مهم ارزیابی و کاندیدا کردن پدیدآورندگانی را که در مسابقهٔ جهانی هانس کریستین آندرسن شرکت می‌کنند برعهده دارد. معیار اصلی شرکت کاندیداها در این مسابقهٔ جهانی مجموعه کتاب‌هایی است که آن پدیدآورنده در طول سالیان منتشر کرده‌است و در ماندگاری و جاودانگی ادبیات کودکان درحوزهٔ ملی و بین‌المللی نقش داشته‌است.

## نشریات و انتشارات
شورای کتاب کودک در طول فعالیت خود به عنوان ناشر کار نکرده‌است، مگر در مواردی که مربوط به ترویج و آگاهی بخشی در حوزهٔ ادبیات کودکان و نوجوانان بوده باشد. در این زمینه شورا سه گروه کتاب منتشر کرده‌است.
گروه اول این کتاب‌ها مربوط به شناخت ادبیات کودکان بوده‌است؛ کتاب‌هایی مانند:
- گذری در ادبیات کودکان تألیف توران میرهادی، لیلی ایمن، و مهدخت صنعتی،
- سی و نه مقاله درباره ادبیات کودکان تألیف و ترجمهٔ گروهی از نویسندگان و مترجمان همکار شورا،
- انتخاب و انطباق منابع ادب فارسی برای تدوین کتاب‌های کودکان و نوجوانان (متن سخنرانی دکتر محمد جعفر محجوب در آبان ماه ۱۳۴۵)
- هفده مقاله درباره ادبیات کودکان به کوشش معصومه سهراب

گروه دوم کتاب‌های مرجع بوده‌اند:
- فرهنگنامه کودکان و نوجوانان
- کتابشناسی کتاب‌های کودکان و نوجوان

گروه سوم از آنچه شورای کتاب کودک منتشر کرده‌است، مربوط به گزارش‌های دوره‌ای شورا است. گزارش‌های دوره‌ای شورا برای آگاهی بخشی از روند ادبیات کودکان و حوزه‌های وابسته مانند کتابخانه‌های کودک و نوجوان و انتشارات کتاب‌های کودکان منتشر می‌شود.

## فرهنگنامه کودکان و نوجوانان
به سبب نیاز جامعهٔ کودک و نوجوان ایران به منابع اطلاعاتی بومی و با پیشنهاد توران میرهادی یکی از بنیان‌گذاران اصلی شورای کتاب کودک، از سال ۱۳۵۸ دفتر تألیف فرهنگنامه کودکان و نوجوانان در شورای کتاب کودک راه‌اندازی شد و از همان سال تاکنون گروهی چند صد نفره از کارشناسان و پژوهشگران رشته‌های علمی، ادبی و فرهنگی کار تدوین این کتاب مرجع را بر عهده دارند.
تاکنون هفده جلد از این اثر منتشر شده‌است و پیش‌بینی می‌شود که این اثر در ۲۴ جلد به پایان برسد. سرپرستی تدوین این مجموعه بزرگ از آغاز تاکنون با توران میرهادی بوده‌است و هیئت اجرایی تألیف فرهنگنامه روند تألیف و تولید این اثر را بر عهده دارد.

## سازمان‌های همبسته و وابسته
شورای کتاب کودک در عمر نزدیک به پنجاه ساله خود به عنوان یک نهاد مادر به‌شمار می‌رود و در این راه گروهی نهادهای وابسته و همبسته از دل شورا جوشیده‌است. خانه کتابدار کودک و نوجوان و ترویج خواندن یکی از نهادهای وابسته به شورا است که کار آن ترویج کتابخوانی بین کودکان و نوجوانان است. مؤسسه پژوهشی تاریخ ادبیات کودکان از نهادهای همبسته به شورا است که از سوی برخی از اعضای باسابقه شورا با هدف پژوهش‌های تخصصی در زمینه فرهنگ و تاریخ و مطالعات کودکی بنیان گذاشته شده‌است. مؤسسه مادران امروز و مؤسسه پژوهشی کودکان دنیا از نهادهای همبسته دیگر با شورا هستند که با ساختار سازمانی مستقل در کنار شورا به فعالیت‌های تخصصی در زمینه آگاهی بخشی فرهنگی و بهداشتی به مادران و پژوهش و کیفی‌سازی آموزش پیش دبستان در ایران فعالیت می‌کنند. همچنان انجمن پژوهش‌های آموزشی پویا از نهادهای همبسته به شورا است که در زمینه کیفی‌سازی آموزش و پرورش ایران کار می‌کند. از سازمان‌های همبسته دیگر به شورا می‌توان ازکانون فرهنگی توسعه نام برد که کار آن کتابخانه‌سازی و ترویج کتابخوانی در روستاها و مناطق محروم و دور افتاده‌است.

در سال‌های اخیر شورای کتاب کودک و نهاد وابسته به آن خانه کتابدار کودک و نوجوان برای ترویج خواندن به همراه مؤسسه پژوهشی تاریخ ادبیات کودکان، نهادی مجازی به نام کتابک: پنجره‌ای به جهان خواندن پایه‌گذاری کرده‌اند که کار آن خبررسانی و ترویج فرهنگ و ادبیات کودکان و کتابخوانی در ایران و کشورهای فارسی‌زبان و برای فارسی زبانان سراسر جهان است. کتابک برای انتقال خبرهای مربوط به حوزه فرهنگ و ادبیات کودکان پایگاهی نیز به زبان انگلیسی دارد.